# Rhynchospora tuerckheimii
Rhynchospora tuerckheimii är en halvgräsart som beskrevs av Charles Baron Clarke och Georg Kükenthal. Rhynchospora tuerckheimii ingår i släktet småag, och familjen halvgräs. Inga underarter finns listade i Catalogue of Life.